# Necydalis formosana
Necydalis formosana är en skalbaggsart. Necydalis formosana ingår i släktet stekelbockar, och familjen långhorningar.

## Underarter
Arten delas in i följande underarter:
- N. f. formosana
- N. f. niimurai
- N. f. matsudai